# D.W.ニコルズ
D.W.ニコルズ（ディー ダブル ニコルズ）は、日本の音楽グループ。2005年8月に結成。
D.W.ニコルズは東京都を拠点に活動する音楽グループ。バンド名は「自然を愛する」という理由から、C・W・ニコルの名前をもじっている（本人公認）。DWというのは、ボーカル&ギターのわたなべだいすけのイニシャルからとっている。

## 概要
2005年8月に、わたなべだいすけと千葉真奈美らで3人体制のD.W.ニコルズを結成する。
2005年10月には、初ライブを行う。2006年にはCDも自主作成する。
その後、2007年3月より鈴木健太、岡田梨沙を含んだ4人体制となり、4人体制となったその年の7月に自主作成シングルを限定販売する。さらに10月には関西ツアーも行う。
2008年1月、初の全国流通版のミニアルバムを発売。さらにC・W・ニコル氏にも公認される。
2009年3 - 4月には、初の全国ツアーを行う。
2009年9月9日、binyl recordsよりメジャーデビュー。この年から毎月25日を『ニコルズの日』としてイベントライブやポッドキャストなど様々な活動を展開。
2010年7月、わたなべだいすけがメインパーソナリティーを務める、『ラジオのおじさん』が放送開始。
2011年には自主レーベルhaleiwa recordsを設立し、タワーレコード限定シングル「グッデイ」をリリース。
2013年1月、JANBORiii STATIONにて、web番組、『D.W.ニコルズのナマステ』が放送開始。
同年にメジャーレーベルEMIと契約。フルアルバム『SUNRISE』で再メジャーデビュー。
2014年9月、JANBORiii STATIONにて放送されていた『D.W.ニコルズのナマステ』が最終回を迎える。
2015年に公式ファンクラブ、スマイルの森が発足。
同年4月に、わたなべだいすけとkainatsuがメインパーソナリティーを務める番組、『LIFE!LIFE!LIFE!』が放送開始。
2016年4月に、ドラマーの岡田梨沙が結婚、それを期に9月でバンドを脱退することとなった。
2017年1月に、新しいドラマーとして2015年までPURPLE HUMPTYに所属していた萬玉あいの加入発表。
2019年5月に、ベースの千葉真奈美がまなんに改名。
2019年10月に、ベースまなんが突発性難聴による休養を発表。
2019年12月に、10月から休養していたベースのまなんが「ニューイヤーコンサート2020」から復帰することを発表。
2019年12月に、翌年ニューイヤーコンサート終了後、同年春まで「リニューアル期間」として、活動を休止することを発表。
2020年1月に、同年4月まで、リニューアル期間として活動休止に突入。
2020年4月1日のLINE LIVEをもって活動を復帰。
2021年5月に、わたなべだいすけ･まなん･鈴木健太・萬玉あいの4人体制での活動を2021年いっぱいで終了することを発表。
2021年8月、活動終了を同年9月4日｢スマイル大感謝祭!｣に早めることを発表。
2021年9月、｢スマイル大感謝祭!｣が終了し、ファンクラブを除いてわたなべだいすけソロの活動が始まる。
2022年4月、ギターの鈴木健太が再加入を発表。二人体制となる。
2022年5月、メンバーのわたなべだいすけ、鈴木健太を代表社員とする新事務所「合同会社グッデイ」を設立。

## メンバー
| 名前                                  | プロフィール                           | パート                                                       | 備考 |
| 現メンバー                            | 現メンバー                             | 現メンバー                                                   | 現メンバー |
| ------------------------------------- | -------------------------------------- | ------------------------------------------------------------ | --- |
| わたなべだいすけ （わたなべだいすけ） | 1980年5月8日（44歳） 神奈川県葉山町    | ボーカル ギター ハーモニカ タンバリン                        | 大学卒業後、ソロでの活動の後D.W.ニコルズを結成。 D.W.ニコルズのほぼ全ての楽曲の作詞・作曲を行うととももに、CM等への楽曲提供も数多く行なっている。 また、K-mix、FM徳島、HBC北海道放送でOA中の「D.W.ニコルズ わたなべだいすけのラジオのおじさん」や、毎週金曜日にK-mixにて生放送の「LIFE!LIFE!LIFE!」のパーソナリティも務める。 合同会社グッデイ 専務。 |
| 鈴木健太 （すずきけんた）             | 1979年4月5日（45歳） 栃木県鹿沼市      | ギター ウクレレ バンジョー マンドリン ベース ドラム コーラス | 2005年に単身上京し、様々なバンドやサポート活動の中で2007年よりD.W.ニコルズに加入。ギタリストとしてだけでなく、D.W.ニコルズのサウンドプロデューサー的な立ち位置となる。 2021年9月、バンド体制の終了とともにメンバーとしての活動を一旦終了するが、わたなべだいすけ一人体制での活動をサポートし続け、2022年4月、正式メンバーに復帰。 D.W.ニコルズ以外にも、2015年より甲斐よしひろのツアーにギタリスト兼バンドマスターとして毎年参加し、甲斐バンドのサポートにも参加。他にも、kainatsuやRihwaのサポートや楽曲プロデュースも担当。 また、レコードの収集家としてコラムの執筆、ウクレレ講師としてのTV出演やフェスでのワークショップ、大学での音楽講師やオンラインレッスンなどの活動も行う。2022年3月からはレコードを中心とした音楽イベント「Kenta’s Music Base」を毎月開催している。 合同会社グッデイ 社長。 |
| 旧メンバー                            |                                        |                                                              | |
| 今井俊之 （いまいとしゆき）           | 1980年??月??日 神奈川県                | ドラム                                                       | 2005年から2007年まで在籍。D.W.ニコルズ結成の際、高校の同級生だったボーカルのわたなべに声をかけられ加入。初期メンバーとしてバンドを支える。 |
| 岡田梨沙 （おかだりさ）               | 1980年6月11日（44歳） 北海道帯広市     | ドラム パーカッション コーラス                               | 2007年から2016年まで在籍。「リサビート」の愛称で親しまれ、ドラム、コーラスを始め、ファンクラブラジオのメール読みなどさまざまな役割をこなす。2016年に結婚により脱退(寿脱退)し、ソロのドラマー、シンガーとして活動していたが、2022年よりサポートメンバーとしてレコーディングやライブ等に参加。 |
| まなん （まなん）                     | 1984年11月21日（40歳） 東京都世田谷区  | ベース コントラバス 鍵盤ハーモニカ コーラス                  | 2005年から2021年まで在籍。2005年にボーカルのわたなべを「一緒にバンドをやろう」と誘い、D.W.ニコルズの結成に導いた。グッズ物販などにも積極的に顔を出し、精力的に活動していたが、2019年に突発性難聴を発症。その後、2020年に復帰し再び活動開始。2021年の活動終了後は、オリジナルグッズショップ「Manatto」を中心に活動。2023年にはベーシストのカシムラトモヤと結婚を発表。2024年に第一子を出産。 |
| 萬玉あい （まんぎょくあい）           | 1991年2月22日（34歳） 大阪府羽曳野市   | ドラム パーカッション コーラス                               | 2017年から2021年まで在籍。2015年まではPURPLE HUMPTYのメンバーとして活動していたが、2017年1月より岡田梨沙に代わるD.W.ニコルズの新ドラマーとして加入。2021年の活動終了後は、オリジナルグッズショップ「FROM LOVE」を中心に活動。 |
| サポートメンバー(2021〜)              |                                        |                                                              | |
| 鈴木健太 （すずきけんた）             | 1979年4月5日（45歳） 栃木県鹿沼市      | ギター ウクレレ バンジョー マンドリン コーラス               | 2021年の活動終了後も元メンバーとして積極的にライブに参加。2022年4月に正式メンバーとして復帰。 |
| 岡田梨沙 （おかだりさ）               | 1980年6月11日（44歳） 北海道帯広市     | ドラム パーカッション コーラス                               | 元D.W.ニコルズ（ドラム、パーカッション、コーラス） |
| とまそん （とまそん）                 | ????年??月??日 神奈川県鎌倉市          | ベース コーラス                                              | She Her Her Hers（ベース）、小川コータ&とまそん（ベース） |
| Tomi （とみ）                         | 1988年7月29日（36歳） 大阪府堺市       | ベース コーラス                                              | 元ORESKABAND（ベース）、元mahol-hul（ベース）、元Mariner Valley Cruise（ベース） |
| 福岡晃子 （ふくおかあきこ）           | 1983年4月16日（41歳） 徳島県徳島市     | ベース コーラス                                              | 元チャットモンチー（ベース、ドラム、キーボード、コーラス） |
| 神田雄一朗 （かんだゆういちろう）     | 1982年3月27日（42歳） 埼玉県鶴ヶ島市   | ベース コーラス                                              | 鶴（ベース、コーラス） |
| 木村将之 （きむらまさし）             | 1985年??月??日 埼玉県さいたま市        | コントラバス                                                 | |
| 磯貝サイモン （いそがいさいもん）     | 1983年9月20日（41歳） 神奈川県相模原市 | キーボード ベース コーラス                                   | 「Beautiful Days」プロデュース |
| 谷口雄 （たにぐちゆう）               | 1985年??月??日 東京都杉並区            | キーボード コーラス                                          | 元森は生きている（ピアノ、オルガン、コーラス） |
| 神佐澄人 （かんざすみと）             | 1984年??月??日 石川県                  | キーボード                                                   | |
| 稲葉隼人 （いなばはやと）             | 1978年4月24日（46歳） 茨城県古河市     | ドラム コーラス                                              | DOPING PANDA（ドラム、コーラス） |
| 朝倉真司 （あさくらしんじ）           | 1971年12月14日（53歳） 静岡県          | ドラム パーカッション コーラス                               | Asoviva!（パーカッション）、ヨシンバ（ドラム） |

## ミュージックビデオ
| 監督（製作者）   | 曲名 |
| ---------------- | --- |
| 池田圭太         | 「愛に。(2008)」 「春うらら」 「春風」 「B.D.K.」 「一秒でもはやく」（出演：桐島里菜、C・W・ニコル） 「あの街この街」 「グッデイ」 「ブラウンシュガーマミー」 「ありがとう」 「スマイル」 「波瀾爆笑」 「ローリンローリン」 「ハッピーラッキーデイ」 「レインボウ」 「フォーエバー」 「アドベンチャー」 「いいのかしら」 「青い空」 「Beautiful Days」 「エバーグリーン」 「笑えるように」 「それだけで」 |
| わたなべだいすけ | 「I like you」（出演：高山都） 「はるのうた」 「はじまりのうた」 「うえい CRAFT WORKS 2 ver.」 |
| まなん           | 「カレーのルウ まなん監督ver.」 |
| 鈴木健太         | 「カレーのルウ 鈴木健太監督ver.」 |
| 岡田梨沙         | 「カレーのルウ 岡田梨沙監督ver.」 |
| DAVID春山        | 「マイライフストーリー」 |
| 鈴木友唯         | 「愛に。(2018)」 |
| 二上大志郎       | 「はるのうた CRAFT WORKS ver.」 「DMVのうた〜世界初に乗ろうよ〜」 |
| D.W.ニコルズ     | 「奈良ならいいよ」 |

## ラジオ番組
わたなべのみ
- D.W.ニコルズ わたなべだいすけのラジオのおじさん[6]（K-mix、2010年7月4日 - 日曜 0:00 - 0:30[7]。FM徳島、2010年7月3日 - 金曜 19:30 - [8]。HBCラジオ、2022年10月2日 - 日曜 15:30 - 16:00。過去：FMぐんま、2010年7月5日 - 2011年3月28日 月曜 20:00 - 20:30。）
- K-mix LIFE! LIFE! LIFE!（K-mix、2015年4月 - 金曜 14:08 - 16:55。）

## ライブ

### ワンマンライブ・主催イベント
- 2010年11月13日 - 21日 - ONENIVERSARY TOUR（ワンニバサリーツアー）～あらためまして、こんにちは～
- 2011年 - 最新記録ツアー2011
- 2012年6月 - D.W.ニコルズ presents サイトシーイングシリーズ Vol.2
w/おとぎ話/雨先案内人
- 2012年10月 - D.W.ニコルズ「I like you」& 小高芳太朗「眠る前」発売記念 アコースティックミニライブ&サイン会
w/小高芳太朗（LUNKHEAD）
- 2012年11月 - 12月 - I like you Tour
- 2013年2月 - 3月 - D.W.ニコルズ アコースティックツアー「Seat back & Relax!」
- 2013年9月 - 10月 - WAY TO SUNRISE TOUR 2013 ～ボクたちこれからE-KANJI!～
- 2014年1月 - 『SUNRISE』リリース記念 2014 ニューイヤーコンサート
- 2014年5月 - なべフェス ～I LOVE Watanabe～
- 2014年6月 - 7月 - D.W.ニコルズ ワンマンツアー 2014「スマイル大作戦!」
- 2014年10月 - 12月 - 10周年目前 3ヶ月連続1000円ワンマン「スマイルお試し大作戦!」
- 2015年1月 - D.W.ニコルズ 2015 ニューイヤーコンサート
- 2015年2月 - D.W.ニコルズ結成10周年記念「スマイルの森で逢いまSHOW! 2015～四国編～」
- 2015年3月 - 全曲再現アコースティックライヴ「LIFE LIVE ACOUSTIC」
- 2015年4月 - 発売直前! ベストアルバム全曲完全再現ライヴ「LIFE LIVE」
- 2015年6月 - 7月 - D.W.ニコルズ 結成10周年記念 ワンマンツアー「痛快!ニコニコLIFEツアー 」
- 2015年7月 - D.W.ニコルズ 結成10周年記念 ワンマンツアー「痛快!ニコニコLIFEツアー 」有言実行追加公演「浜松との約束」
- 2015年9月 - おしゃカフェサマー in TOKUSHIMA「月曜日、夜のニコルズ。」
- 2015年9月 - おしゃ靴サマー in NARA「日曜日? 奈良ならいいよ!」
- 2015年10月 - 結成10周年記念 「感謝の1000円ブリッツ!」
- 2015年10月 - 12月 - 「ハッピーラッキー大作戦!」～どんなところでどんなライヴをしてもニコルズはニコルズなのであった～
- 2016年1月 - D.W.ニコルズ 2016 ニューイヤーコンサート

### 出演イベント
- 2008年6月13日 - LUNKHEAD 史上最超のみかん祭
- 2009年9月6日 - RADIO BERRY ベリテンライブ2009
- 2010年6月13日 - OTODAMA'10 ～ヤングライオン編～
- 2010年8月14日 - RISING SUN ROCK FESTIVAL 2010 in EZO
- 2010年8月21日 - TREASURE05X 2010 ～BECAUSE THEY CAN～
- 2010年9月4日 - OTODAMA'10 ～音泉魂～
- 2010年10月6日 - FLYING DRAGON -shibuya eggman 30th
- 2011年1月22日 - 未来音来 2011ZERO
- 2011年3月20日 - MUSIC CUBE 11
- 2011年8月1日 - 音霊 OTODAMA SEA STUDIO 2011 「ROCK ON BEACH 2011'」
- 2012年3月18日 - MUSIC CUBE 12
- 2012年3月20日 - SANUKI ROCK COLOSSEUM～BUSTA CUP 3rd round～
- 2012年5月13日 - TOKYO BOOTLEG CIRCUIT'12
- 2012年8月12日 - TREASURE05X 2012 ～glowing treasure 2nd day～
- 2012年9月19日 - NACK5 Fresh Up9 presents アキライブ2012
- 2012年9月25日 - CLUB Que Shimokitazawa 「新夜想曲第十八番・ウタゲアリキ」 No.18 anniversary
- 2012年10月12日・13日 - MINAMI WHEEL 2012
- 2012年10月21日 - REDLINE TOUR 2012
- 2012年11月4日 - shimokita round up5
- 2012年12月30日 - LIVE DI:GA JUDGEMENT 2012
- 2013年2月18日 - 唄 ～蜜 × わたなべだいすけ（D.W.ニコルズ） ～
- 2013年2月24日 - FUNKIST presents 「 EVER ONWARD! 」
- 2013年3月17日 - RADIO DRAGON 3周年記念 「Live Dragon Festival 2013」
- 2013年3月31日 - ボビーフェスティバル ～VERY BEST OF CHOCKYU～
- 2013年6月30日 - グッドモーニングアメリカ企画フェス 「あっ、良いライブここにあります。2013」
- 2013年8月22日 - TREASURE05X 2013 10th Anniversary ～the crimson show～
- 2013年8月31日 - shima fes SETOUCHI 2013
- 2013年10月12日 - MINAMI WHEEL 2013
- 2013年11月08日 - ザ・チャレンジ レコ発イベント「はじめてのレコ発」
- 2013年11月23日 - 首都圏ラジオ7局 スーパープッシュ『ありがとう』大感謝祭 Thanksgiving Day
- 2013年12月1日 - GMC2013
- 2014年2月23日 - DISK GARAGE MUSIC MONSTERS -2014 winter-
- 2014年3月15日 - HAPPY JACK 2014
- 2014年3月21日 - 音流大演会 2014 -Spring Festival- 寄ってけ渋谷店!
- 2014年5月31日 - InterFM presents Shimokitazawa SOUND CRUISING 2014
- 2014年6月21日 - YATSUI FESTIVAL! 2014
- 2014年6月24日 - LOVE MUSIC 2014
- 2014年7月19日 - wacci presents「君とシェア 2014 夏」
- 2014年7月20日 - HandMade In Japan Fes' 2014
- 2014年8月10日 - TREASURE05X 2014 ～stellar evolution～
- 2014年8月15日 - RISING SUN ROCK FESTIVAL 2014 in EZO
- 2014年8月23日 - 篠島フェス 2014
- 2014年8月24日 - DISK GARAGE MUSIC MONSTERS -2014 summer-
- 2014年8月30日 - shima fes SETOUCHI 2014 ～百年つづく、海の上の音楽祭～
- 2014年10月4日 - GO OUT CAMP vol.10
- 2014年12月6日 - GMC2014
- 2014年12月31日 - [NOiD] -2014 FINAL-
- 2014年12月31日 - BORDERLESS 2014
- 2015年2月21日 - DISK GARAGE MUSIC MONSTERS -2015 winter-
- 2015年3月2日 - FPP LIVE GO!NEXT 15
- 2015年3月7日 - OTO TO TABI 2015
- 2015年3月15日 - HAPPY JACK 2015
- 2015年3月17日 - AFTER SCHOOL OF ROCK!
- 2015年3月21日 - SANUKI ROCK COLOSSEUM 2015
- 2015年3月25日 - ひとめぼれロックスvol.15 PURPLE HUMPTY 2nd & 3rd single release tour final ～トゥモロー・ネバー・ノウズ～
- 2015年4月11日 - GO OUT JAMBOREE 2015
- 2015年4月19日 - トアロード・アコースティック・フェスティバル2015
- 2015年5月4日 - VIVA LA ROCK 2015
- 2015年5月9日・10日・12日・14日 - 鶴47都道府県TOUR「Live & Soul」～もう、寂しい想いはさせたくない～
- 2015年5月23日 - SUPER BEAVER『愛する』Release Tour 2015 ～愛とラクダ、10周年ふりかけ～
- 2015年5月24日 - GREENROOM FESTIVAL '15
- 2015年6月20日 - YATSUI FESTIVAL! 2015
- 2015年7月11日 - ROKKO SUN MUSIC 2015 ～Music shower from the SUN!～
- 2015年7月25日 - HandMade In Japan Fes' 2015
- 2015年8月1日 - DRAGON FACTORY FESTIVAL 2015
- 2015年8月8日 - TREASURE05X 2015 ～a great faith～
- 2015年8月22日 - MONSTER baSH 2015
- 2015年9月5日 - OTODAMA'15～音泉魂～
- 2015年9月19日 - GO OUT CAMP 関西 vol.4
- 2015年9月21日 - U☆STONE 10th Anniversary Special LIVE』
- 2015年10月1日 - TOKYO HIGH SCHOOL ROCK 2015
- 2015年10月3日 - GO OUT CAMP vol.11
- 2015年10月10日 - 南郷うた*たねフェス うた*たねライブ
- 2015年10月24日 - PHOENIX ROCK FEST.15
- 2015年11月14日 - サウンドメッセ2015